# 耿嫔
耿嫔（443年—514年7月26日），中国南北朝时期北魏文成帝拓跋濬的妃嫔。
耿嫔是定州钜鹿郡宋子县（今河北省赵县东北宋城村）人，耿嫔在文成帝出生时，选御椒房。皇帝委任他为保嫔御。魏宣武帝延昌三年（514年）六月十九日丙申耿嫔去世，七月辛酉葬在洛阳西岭。

## 家系
- 祖父：耿诞，后燕使持节、镇东将军、幽州刺史
- 父亲：耿乐，官至威远将军、博陵郡太守